# La voce del passato
La voce del passato (The Voice from the Past) è un racconto dello scrittore inglese P. G. Wodehouse, pubblicato per la prima volta in volume nel 1933 nella raccolta di racconti Mulliner Nights (in italiano: Le sere di Mulliner).

## Trama
Sacheverell Mulliner è un giovane timido e gentile, innamorato di Muriel Branksome. Costei, cresciuta in una famiglia di militari, apprezza la gentilezza di Sacheverell e ne ricambia l'amore. Per ingraziarsi il futuro suocero, un tenente colonnello appassionato di agricoltura, Sacheverell si iscrive a una scuola per corrispondenza di agraria; per errore gli inviano delle dispense del corso "Come acquistare una completa fiducia in se stessi e una volontà di ferro". Grazie al corso, Sacheverell si trasforma in un maschio prepotente e autoritario, e viene perciò piantato dalla fidanzata. L'incontro con il Rev. Smethurst, il vecchio preside della scuola che frequentava da ragazzo, gli fa nuovamente perdere la fiducia in se stesso, ma riacquistare l'affetto di Muriel.

## Edizioni
Il racconto fu pubblicato nel numero di novembre 1931 della rivista statunitense The American Magazine e, il mese successivo, sulla rivista britannica The Strand Magazine di dicembre 1931. Il racconto fu rivisto e adattato agli altri racconti della raccolta quando fu inserito in Mulliner Nights.
- P. G. Wodehouse, The Voice from the Past. In: Mulliner nights, London: Herbert Jenkins, 1933
- P. G. Wodehouse, The Voice from the Past. In: Mulliner nights, New York: Doubleday, 1933
- P. G. Wodehouse, La voce del passato. In: Le serate di Mulliner: romanzo umoristico inglese; traduzione di Alberto Tedeschi, Milano: Bietti, 1933, Coll. Nuovissima collezione letteraria n. 83, 287 p.
- P. G. Wodehouse, La voce del passato. In: Le sere di Mulliner; introduzione di Franco Cavallone; traduzione di Luigi Brioschi, Milano: Biblioteca Universale Rizzoli, 1985, Coll. BUR n. 543, 227 p., ISBN 88-17-16543-3